# Jørgen Corneliussen
Jørgen Corneliussen (ur. 12 września 1971) – norweski kulturysta, były kickbokser. Trzykrotny mistrz Norwegii w kulturystyce.

## Życiorys
Od zawsze angażował się w aktywność sportową, jako że wśród członków jego rodziny znajdują się profesjonalni sportsmeni. Był aktywny fizycznie i wcześnie rozpoczął treningi siłowe. W dzieciństwie zajmował się piłką nożną oraz jazdą na nartach; odnosił w tych dziedzinach sukcesy na szczeblu okręgowym. Uprawiał następnie lekkoatletykę i kickboxing, w których rywalizował na szczeblu krajowym (startował między innymi w Pucharze Norwegii w Kick-boxingu). Innym sportem, z którym się związał, był boks.
Jako kulturysta debiutował w 2000 roku. Pierwszy znaczący sukces odniósł już rok później − podczas Grand Prix w Oslo zajął pierwsze miejsce na podium w kategorii wagowej 90 kg.
W 2004 wystąpił na Otwartych Mistrzostwach w Kulturystyce w Stavanger. Wywalczył dwa złote medale: jako zawodnik o masie równej stu kilogramom oraz w kategorii układu scenicznego. Jeszcze tego samego roku startował w Mistrzostwach Norwegii, podczas których zajął pierwsze miejsce wśród mężczyzn o wadze 100 kg. W 2007 zdobył złoto w kategorii wagowej 100 kg w trakcie Mistrzostw Norwegii. Na tych mistrzostwach otarł się też o zwycięstwo generalne: w kategorii ogólnej został pokonany jednym punktem jurorskim przez innego zawodnika.
W 2007 został również Mistrzem Krajów Nordyckich w Kulturystyce w kategorii 100 kg. Powtórzył ten rezultat dwa lata później. W 2011 wziął udział w Mistrzostwach Świata w Kulturystyce Amatorskiej federacji IFBB. W kategorii wagowej ciężkiej zawodników powyżej czterdziestego roku życia zdobył brązowy medal. Dwa lata później ponownie startował w tych zawodach; zajął szóste miejsce w kategorii superciężkiej.
Ma 180 cm wzrostu. Jego waga, w zależności od etapu przygotowań do zmagań sportowych, balansuje na granicy 103−114 kg. Mieszka w Lier. Żonaty z Janicke, ma troje dzieci: synów Scotta Christoffera i Martiniusa oraz córkę Isabelle.

## Osiągnięcia (wybór)
- 2001: Grand Prix w Oslo, kategoria wagowa 90 kg − I m-ce[2]
- 2002: Mistrzostwa Sørland w Kulturystyce, kategoria wagowa 100 kg − II m-ce[2]
- 2002: Mistrzostwa Norwegii w Kulturystyce (Norgesmesterskap), kategoria wagowa 100 kg − IV m-ce[2]
- 2004: Mistrzostwa Norwegii w Kulturystyce (Norgesmester), kategoria wagowa 100 kg − I m-ce[2]
- 2004: Otwarte Mistrzostwa w Kulturystyce w Stavanger, kategoria wagowa 100 kg − I m-ce[2]
- 2004: Otwarte Mistrzostwa w Kulturystyce w Stavanger, najlepsze pozy − I m-ce[2]
- 2007: Mistrzostwa Krajów Nordyckich w Kulturystyce, kategoria wagowa 100 kg − I m-ce[2]
- 2007: Mistrzostwa Norwegii w Kulturystyce (Norsk mester), kategoria wagowa 100 kg − I m-ce[2]
- 2007: Mistrzostwa Norwegii w Kulturystyce (Norsk mester), kategoria ogólna − II m-ce[2]
- 2007: Otwarte Mistrzostwa w Kulturystyce w Stavanger, kategoria wagowa 95 kg+ − I m-ce[2]
- 2007: Otwarte Mistrzostwa w Kulturystyce w Stavanger, kategoria ogólna − I m-ce[2]
- 2009: Mistrzostwa Krajów Nordyckich w Kulturystyce, kategoria wagowa 100 kg − I m-ce[4]
- 2011: Mistrzostwa Świata w Kulturystyce Amatorskiej, federacja IFBB, kategoria wagowa ciężka (zawodnicy powyżej 40. roku życia) − III m-ce[5]
- 2013: Mistrzostwa Świata w Kulturystyce Amatorskiej, federacja IFBB, kategoria wagowa superciężka − VI m-ce[5]